# Regenboogslang (fabeldier)

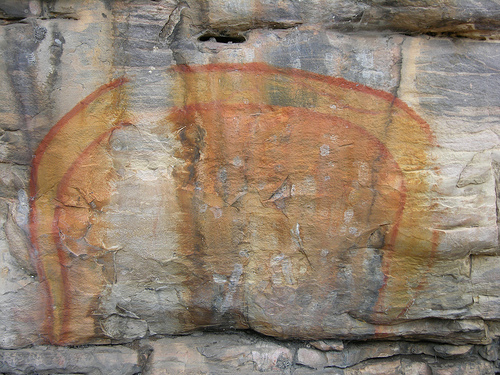
Rotstekening van de regenboogslang, gemaakt door Aboriginals

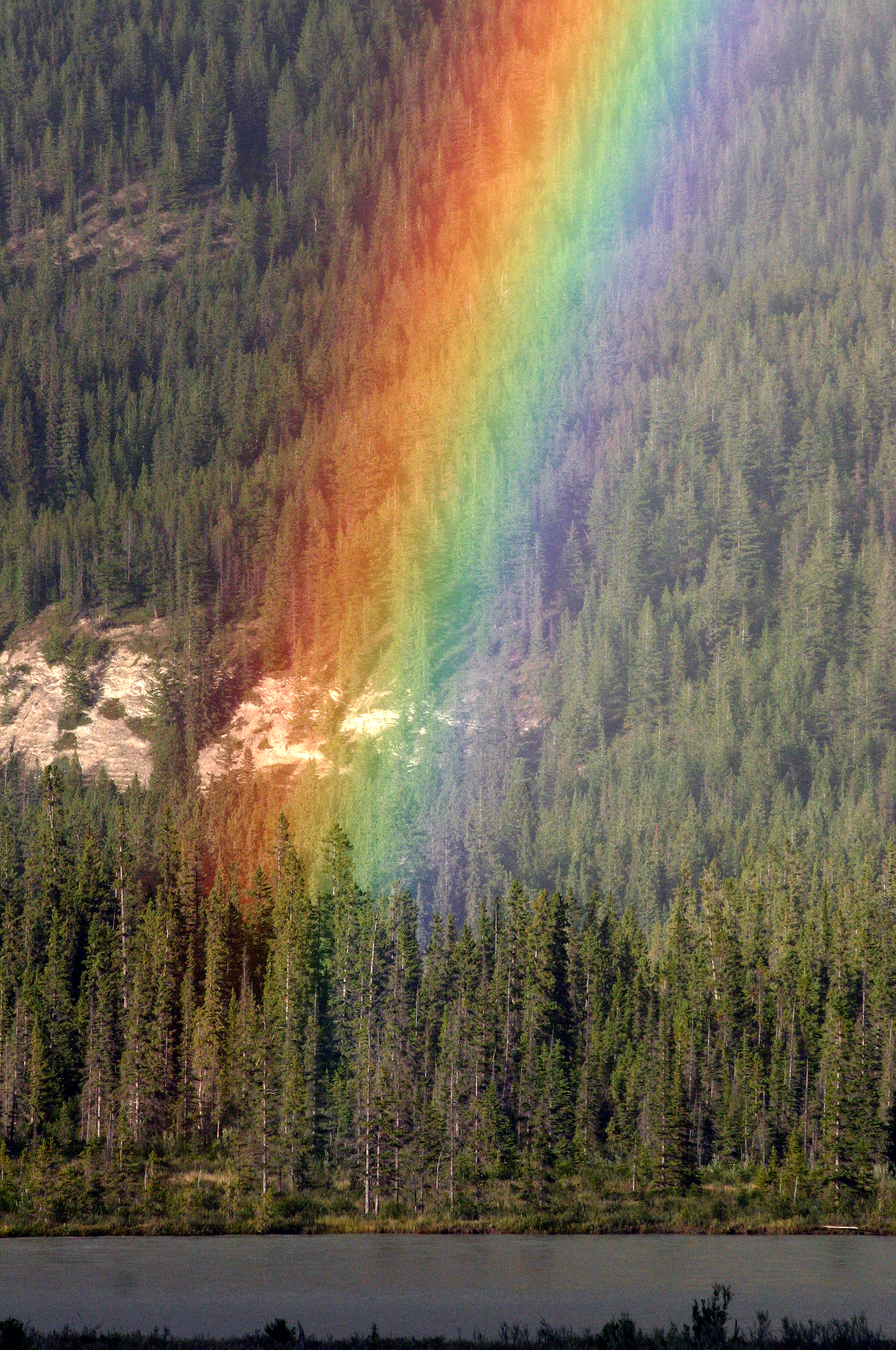
Aboriginals zien in de regenboog een slang die van waterplas naar waterplas springt

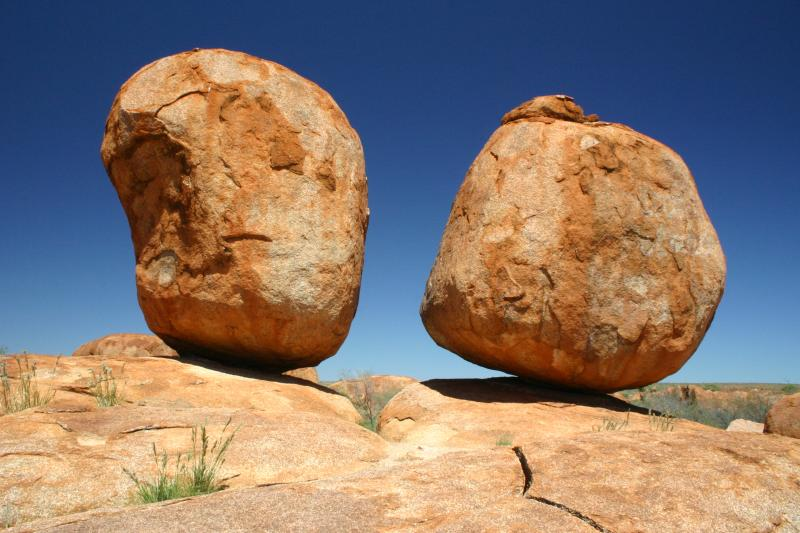
Aboriginals zien in de Devils Marbles eieren van de regenboogslang

De regenboogslang is een fabeldier dat in verschillende culturen voorkomt.

## Algemeen
Het serpent zou de mooiste aller draken zijn, met strepen in alle kleuren van de aarde en de hemel, en over de hele wereld voorkomen. Er zou een regenboogslang in de oceaan leven: als deze beweegt, ontstaan de golven. Andere leven in de aarde of in plassen en rivieren. Tijdens het regenseizoen komen ze naar boven en drinken ze vocht uit de lucht, dan dalen ze weer af en drinken het water van de aarde. De regenboogslang wordt geassocieerd met regen en vruchtbaarheid.
De regenboogslang vertoont overeenkomsten met de niet bestaande Midgaardslang, de oude ouroboros en de regen-draken uit de Chinese mythologie.

## Australië
De verhalen over de regenboogslang in de cultuur van de Australische Aboriginals verschillen per gebied. In de Droomtijd, toen alles nieuw was en de Voorouders alle levende dingen schiepen en er namen aan gaven, gleed de regenboogslang over de grond en vormde rivieren en bergen. Opgerold rustte hij in een meer en terwijl hij sliep verdroogde de aarde. 
De regenboogslang verloor zijn kleuren en werd zelfs onzichtbaar. Een van de Voorouders maakte het beest wakker tijdens het vissen. Boos schoot hij omhoog, waardoor het meer overliep en het land overstroomde. Doordat het ging regenen, kwam het water nog hoger. Zo veroorzaakte de regenboogslang de Zondvloed. Als nu een sjamaan van de Aboriginals naast een slangenpoel gaat zitten en van zijn geest wordt vervuld, krijgt hij geneeskundige en voorspellende gaven. 
Tegenwoordig is de regenboogslang nog te zien als de regen en zon met elkaar strijden. De regenboogslang springt dan vanuit het meer de lucht in en landt in een ander meer. In het landschap zien de Aboriginals ook eieren van de slang, zoals bijvoorbeeld de Devils Marbles.

## West-Afrika
De regenboogslang van West-Afrika was het eerste wezen dat door de scheppingsgod Nana-Buluku werd gemaakt. De slang droeg de god op zijn rug en kronkelde over het land; zo vormde hij de rivierbedding. Daarna rolde het dier zich op de zeebodem op, met zijn staart in zijn bek, en zo droeg het de aarde.